# Juan Ángel
Juan Santiago Ángel Samper (Palma de Mallorca, España, 6 de abril de 1960) es un actor, director y dramaturgo colombiano.

## Biografía
Fue alumno de la Escuela Internacional de Teatro de Jacques Lecoq y del Instituto de Estudios Teatrales de París. Es magíster en Artes (Master of Fine Arts) por Universidad de Ohio y en Cultura y Desarrollo por la Universidad Tecnológica de Bolívar. Está casado con Marcela Gómez, con quien tiene dos hijos (Jerónimo y Gregorio). Fue director del Instituto Distrital de las Artes de Bogotá (Idartes) en 2016. Ha participado en series y telenovelas de la televisión colombiana como La alternativa del escorpión (1992), Café, con aroma de mujer (1994), La otra mitad del sol (1995), Pecados capitales (2002), Nadie es eterno en el mundo (2007), El cartel de los sapos (2008), entre otras.

## Filmografía

### Televisión
| Año  | Título                               | Personaje                              |
| ---- | ------------------------------------ | -------------------------------------- |
| 1986 | Mi otra vida                         |                                        |
| 1987 | Las muertes ajenas                   |                                        |
| 1991 | Sombra de tu sombra                  | Braulio Arenas.                        |
| 1992 | La alternativa del escorpión         |                                        |
| 1993 | Crónicas de una generación trágica   | Sinforoso Mutis / Pedro Mutis.         |
| 1993 | Detrás de un ángel                   | Piloto.                                |
| 1994 | Café, con aroma de mujer             | Mauricio Salinas.                      |
| 1995 | La otra mitad del sol                | Felipe Salinas.                        |
| 1996 | Mascarada                            | Federico Castro.                       |
| 1998 | Hilos invisibles                     | Gregorio.                              |
| 2000 | La caponera                          | Lorenzo Benavides.                     |
| 2002 | Pecados capitales                    | Alberto Salinas.                       |
| 2004 | Dora, la celadora                    | Arturo.                                |
| 2007 | Nadie es eterno en el mundo          | Agustín.                               |
| 2008 | El cartel de los sapos               | Humberto Paredes.                      |
| 2008 | Mujeres asesinas                     |                                        |
| 2009 | Verano en Venecia                    | Jesús.                                 |
| 2011 | Infiltrados                          |                                        |
| 2012 | Escobar, el patrón del mal           | «El Nene» Periodista                   |
| 2018 | Garzón                               | Cardona                                |
| 2019 | Bolívar                              | Bernardo Rodríguez del Toro y Ascanio. |
| 2019 | Más allá del tiempo                  | Belisario Batancur Cuartas             |
| 2019 | Relatos Retorcidos: Dr. Russi        | Dr. Russi                              |
| 2020 | El robo del siglo                    | Iregui                                 |
| 2021 | Emma Reyes: La huella de la infancia |                                        |

## Cine
- La red avispa (2019) — Gabriel García Márquez
- Instantánea (2016) — Robert
- Los actores del conflicto (2008) — Alto comisionado para la paz
- El amor en los tiempos del cólera (2007) — Marco Aurelio
- Colombianos, un acto de fe (2004) — Juan Jose

## Premios y nominaciones

### Premios India Catalina
| Año  | Categoría               | Producción                   | Resultado |
| ---- | ----------------------- | ---------------------------- | --------- |
| 2003 | Mejor actor de reparto  | Pecados capitales            | Nominado  |
| 1996 | Mejor actor protagónico | La otra mitad del sol        | Ganador   |
| 1995 | Mejor actor de reparto  | Café, con aroma de mujer     | Ganador   |
| 1993 | Mejor actor protagónico | La alternativa del escorpión | Ganador   |

### Premios TvyNovelas
| Año  | Categoría                        | Telenovela o serie    | Resultado |
| ---- | -------------------------------- | --------------------- | --------- |
| 2001 | Mejor actor antagónico           | La caponera           | Nominado  |
| 1996 | Mejor actor protagónico de serie | La otra mitad del sol | Ganador   |

### Otros premios
- ACPE Actor Favorito por: La otra mitad del sol